# Suzanne Urverg-Ratsimamanga
Suzanne Urverg-Ratsimamanga (18 juin 1928 à Paris - 29 janvier 2016 à Paris) est une biochimiste franco-malgache.

## Biographie
En 1957, elle fonde avec son conjoint Albert Rakoto Ratsimamanga l'institut malgache de recherche appliquée, qui deviendra en 2012, la Fondation Albert et Suzanne Rakoto Ratsimamanga. Le couple se marie le 23 mars 1963.
Elle enseigne la biochimie à la faculté de Médecine d'Antananarivo. 
En 1987, elle intègre l'Académie africaine des sciences.
Elle meurt à Paris en 2016 (le 29 janvier ou au mois de mars,, selon les sources)

## Distinctions
En juillet 1996, elle est nommée chevalier de la légion d'honneur.